# آستانا أرينا

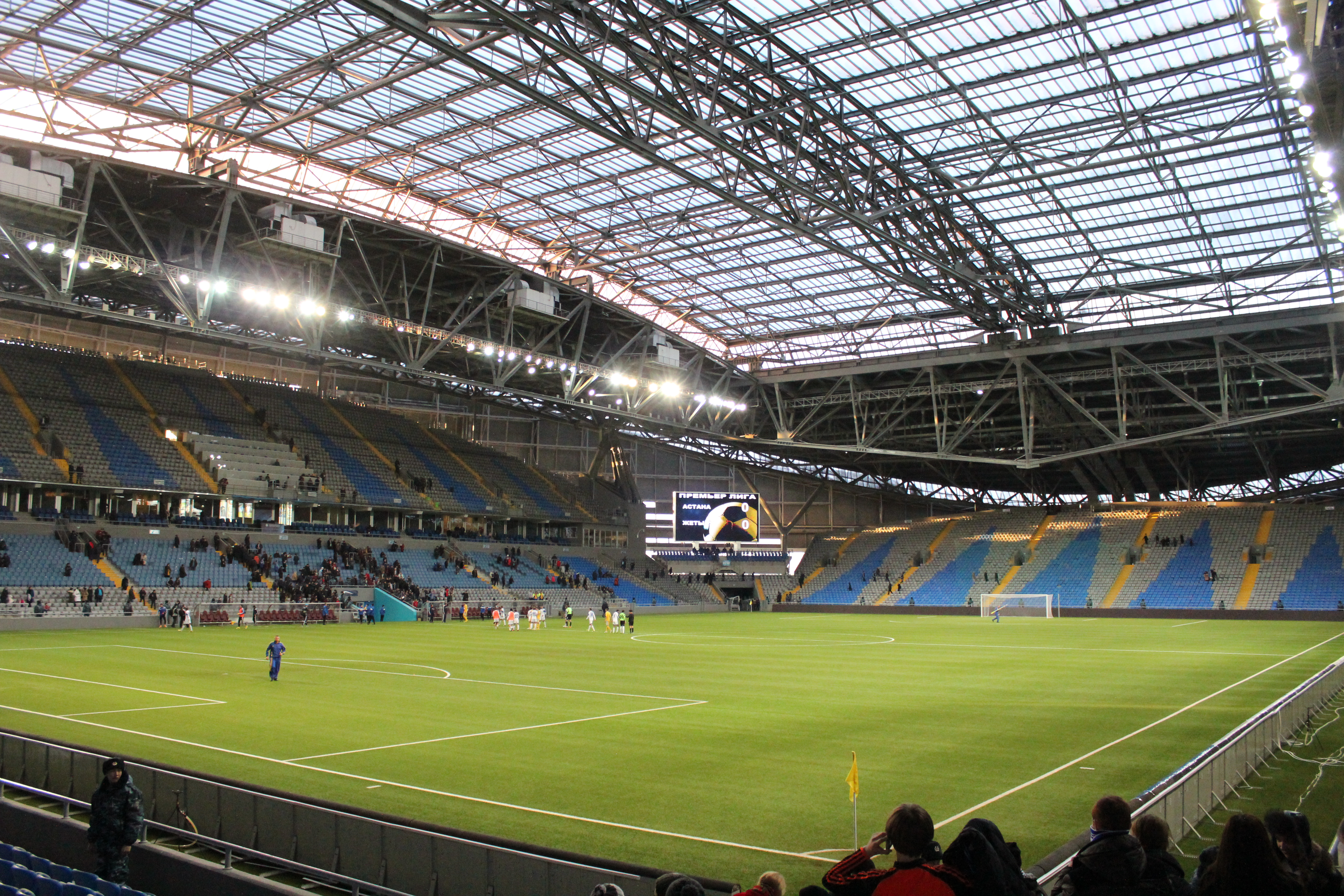
الاستاد الرياضي في الداخل

ملعب آستانا أرينا هو ملعب متعدد الاستخدام يقع في آستانا عاصمة كازاخستان. غالبا ما يتم استخدامه لمباريات كرة القدم. يسع الملعب لجلوس 30 ألف متفرج. يعتبر الملعب الرسمي الذي يخوض فيه نادي لوكوموتيف آستانا مبارياته. تم افتتاح الملعب في سنة 2009 .
بدأ بناء ملعب Astana Arena في عام 2006، والذي تم في يوم الافتتاح الرسمي، تسمية ملعب Kazhymukan تكريماً للمصارع الشهير Kazhymukan Munaitpasov. في وقت لاحق، تلقى الملعب اسمه الحالي Astana Arena. تم تصميم الملعب من قبل المهندسين المعماريين الرياضيين الرائدين Populous بالتعاون مع Tabanlioglu Architects. كان المقاول العام سيمبول للإنشاءات. تم افتتاحه بمباراة لوكوموتيف آستانا ضد منتخب كازاخستان لكرة القدم تحت 21 سنة في 3 يوليو 2009. المباراة حكمت على الحكم الإيطالي الشهير بييرلويجي كولينا، الضربة الرمزية الأولى للكرة تحت صافرته أصابت رئيس كازاخستان نور سلطان نزارباييف. كجزء من كل فريق، بالإضافة إلى لاعبيهم العاديين، تمت دعوتهم على «نجمين»: في منتخب شباب كازاخستان - المدافع الجورجي كاخا كالادزه والمهاجم الأوكراني أندريه شيفتشينكو، وفي لوكوموتيف أستانة - اللاعبون الأتراك حسن شاش. وهاكان شوكور.
```
في 14 أكتوبر 2009، استضاف الملعب أول مباراة دولية رسمية له: التقى المنتخب الكازاخستاني مع منتخب كرواتيا كجزء من التصفيات المؤهلة لكأس العالم 2010. المباراة فازت 2-1 من قبل الضيوف، وسجل الهدف الحاسم فقط في الوقت المحتسب بدل الضائع.
في 31 يناير 2011، استضافت آستانا أرينا حفل افتتاح الدورة السابعة للألعاب الشتوية الآسيوية وجوائز قناة Muz-TV الوحيدة التي أقيمت خارج موسكو.
في 27 يونيو 2017 و 29 يونيو 2019 أحيا النجمان العالمي ديماش كودايبيرجن «باستو» و «أرناو» حفلين استقطبتا 30 و 40 ألف متفرج. حضر 13.5 ألف متفرج من 65 دولة في العالم حفل «أرناو».
في فبراير 2020، في آستانا أرينا، انهار السقف الزجاجي تحت حمولة الثلج والجليد الذي يزن أطنان؛ سقطت في النهاية في القاعة. بأعجوبة، لم يصب أحد.
```